# Gmina Rutka-Tartak
Die Gmina Rutka-Tartak (litauisch Rūtelės valsčius) ist eine Landgemeinde im Powiat Suwalski der Woiwodschaft Podlachien in Polen. Ihr Sitz ist das gleichnamige Dorf.

## Gliederung
Zur Landgemeinde Rutka-Tartak gehören 24 Dörfer mit einem Schulzenamt:
Baranowo
Bondziszki
Ejszeryszki
Folusz
Ignatowizna
Jałowo
Jasionowo
Kadaryszki
Krejwiany
Kupowo
Lizdejki
Michałówka
Olszanka
Pobondzie
Postawele
Poszeszupie
Poszeszupie-Folwark
Potopy
Rowele
Rutka-Tartak
Sikorowizna
Smolnica
Trzcianka
Wierzbiszki